# Кондрашов, Олег Александрович
Оле́г Алекса́ндрович Кондрашо́в (род. 23 ноября 1967 года, Горький, РСФСР) — бизнесмен, политический и общественный деятель, с 3 декабря 2010 года по 6 октября 2015 года — первый глава администрации (сити-менеджер) Нижнего Новгорода. Затем возглавлял независимую нижегородскую телекомпанию «Волга», а также владел несколькими медиа-активами. Несколько лет благотворительный фонд Олега Кондрашова помогал малообеспеченным многодетным семьям Нижнего Новгорода.

## Биография

### Юность
Родился 23 ноября 1967 года в городе Горьком в Щербинках (Приокский район).
Отец родом из Саратова, мама с Дона (Волгоградская область). Отец работал на фабрике им. Клары Цеткин, мама — на междугородней переговорной станции. В настоящее время родители на пенсии.
В 1985 году окончил школу № 174. В том же году поступил на автомобилестроительный факультет Горьковского политехнического института.
В 1986—88 гг. служил в войсках ПВО СССР в ГДР (студенты большинства вузов в те годы не имели отсрочки).
После службы продолжил учёбу в институте. В 1992 г. окончил автомобилестроительный факультет Нижегородского политехнического института.

### Бизнес
С 1989 года в бизнесе. Первый бизнес-проект в Нижнем Новгороде — сеть коммерческих магазинов «Кристина», спортивный магазин «Арена».
С 1994 года возглавляет группу компаний «Цезарь», в состав которой входили более 20 модных и спортивных магазинов в Москве, Санкт-Петербурге и Нижнем Новгороде.
С 2002 года Председатель Совета директоров группы компаний «ПИР», в которую входят более 20 ресторанов Нижнего Новгорода.
Решением совета директоров ОАО «Нижегородская сбытовая компания» (НСК) со 2 октября 2009 года Олег Кондрашов приступил к исполнению обязанностей генерального директора НСК.
С 2010 года является председателем совета директоров ОАО «Мариэнергосбыт» (Республика Марий Эл).

### Политическая и общественная деятельность
С 1999 года по 2003 год — помощник депутата государственной думы, заместителя государственной думы, руководителя фракции партии «Союз правых сил» Бориса Немцова.
Владелец издательского дома «Пикантные новости» (Нижний Новгород)
Член партии «Единая Россия» с 2003 года по 2018 год.
В 2005 году впервые избран депутатом Городской Думы по одномандатному округу Приокского района Нижнего Новгорода. Входил в состав комиссии по имуществу и земельным отношениям и комиссии по экономики, промышленности и предпринимательству.
На выборах в Гордуму, состоявшихся 10 октября 2010 года, Олег Кондрашов выдвигался в качестве кандидата в депутаты по 28-му одномандатному округу (Приокский район) и получил 59,74 % голосов избирателей.
Со второй половины 90-х Олег Кондрашов занимается общественной и благотворительной деятельностью.
Являлся вице-президентом областной федерации хоккея.
В 1999 году создал общественный фонд «Деловая перспектива».
Являлся одним из основателей и вице-президентом по региональному развитию общероссийской общественной организации малого и среднего предпринимательства «Опора России», членом совета по развитию среднего предпринимательства при Губернаторе Нижегородской области.
Являлся президентом ХК «Торпедо».
В 2012 году основал благотворительный фонд Олега Кондрашова, специализирующийся на помощи многодетным семьям.
В 2012 году получил благодарность от Президента РФ.

### Во главе администрации Нижнего Новгорода
На внеочередном заседании Городской Думы 3 декабря 2010 года Олег Кондрашов был утвержден в должности главы администрации Нижнего Новгорода (сити-менеджера), после чего сложил полномочия депутата Городской Думы. Он также написал заявление об увольнении с должности генерального директора ОАО «Нижегородская сбытовая компания».
На заседании Думы присутствовали 39 из 42 депутатов. Голосование было открытым, за наделение Олега Кондрашова полномочиями главы горадминистрации проголосовали 37 депутатов, против — один.
26 января 2011 года Гордумой Нижнего Новгорода утверждена новая структура городской администрации. За время работы Олега Кондрашова на посту градоначальника была реализована программа волнового расселения ветхого фонда, построены несколько физкультурно-оздоровительных комплексов в районах города, построены несколько детских садов, что позволило ликвидировать очередность. Также администрация города приняла активное участие в прокладке линии метро в верхнюю часть города и открытии станции метро «Горьковская». Были реализованы заметные проекты в благоустройстве: реконструирована любимая горожанами историческая улица Рождественская и отремонтирована первая очередь Нижне-волжской набережной реки Волга. Для вовлечения нижегородцев в вопросы МСУ был с успехом реализован проект «Большой муниципалитет», в котором население предлагало идеи по преобразованиям в разных городских сферах, а власть реализовывала идеи горожан. Также в период работы Кондрашова в целях содействия укреплению общественного согласия, достижению взаимопонимания, терпимости и взаимного уважения в вопросах свободы совести и свободы вероисповедания был создан Межконфессиональный консультативный совет при администрации города Нижнего Новгорода.
16 июля 2015 года дал последнее интервьюв должности главы администрации города[значимость факта?].
22 июля 2015 года был отправлен в отставку с поста главы администрации решением Нижегородской гордумы. Губернатор Шанцев заявляет, что отстранение Кондрашова противоречит федеральному законодательству.
28 октября 2015 года Дума Нижнего Новгорода отменила решение о досрочном прекращении полномочий Олега Кондрашова, признав своё июльское решение ошибочным и не соответствующим правовым нормам.
По итогам августа 2015 года Кондрашов занимал 15-е место в рейтинге мэров российских городов.
По итогам июня 2015 года в медиарейтинге глав администраций субъектов ПФО, построенном по МедиаИндексу «Медиалогия», Олег Кондрашов занимал 1-е место
6 октября 2015 года глава Нижнего Новгорода подписал постановление о прекращении контракта с главой администрации города.

#### Уголовные дела
11 февраля 2015 года Следственный комитет РФ заявил о возбуждении уголовного дела в отношении О. А. Кондрашова по статье УК «Злоупотребление должностными полномочиями». По версии следователей, при продаже акций ОАО «ТЭК-НН» в конце декабря 2014 года О. А. Кондрашов в интересах покупателя значительно занизил их стоимость: акции были проданы за сумму около 52 миллионов рублей, при том что балансовая стоимость активов ОАО составляла, по сведениям СК РФ, более 314 миллионов рублей. Сам О. А. Кондрашов заявил о своей невиновности, сославшись на то, что в городском бюджете не было средств на поддержку ОАО «ТЭК-НН», которое, по его словам, оказалось в предбанкротном состоянии. В ноябре 2016 года уголовное дело было прекращено из-за отсутствия состава преступления.
В 2019 году Олег Кондрашов стал фигурантом другого уголовного дела: Кондрашов, занимавший пост его заместителя в 2011—2012 годах Владимир Привалов и предприниматели Юрий Гришин и Сергей Муравлев были обвинены в том, что вымогали взятку у президента Регбийной премьер-лиги России Мамуки Лосаберидзе в обмен на предоставление места для строительства крематория в Нижнем Новгороде. По данным следствия, всего Лосаберидзе вынужден был отдать 17 млн. рублей чиновникам, однако землю для строительства так и не получил: попытка потребовать от Кондрашова обратно вложенные 24 миллиона рублей увенчалась успехом только в 2015 году, когда глава администрации передал Лосаберидзе деньги после нападения последнего на автомобиль Кондрашова. Кондрашов был арестован заочно, поскольку к тому моменту уехал на постоянное место жительства в США, но свою вину не признал, заявив, что всё уголовное дело является провокацией со стороны осуждённого экс-мэра Нижнего Новгорода Олега Сорокина. Привалов же в 2021 году был приговорён к 8 годам тюрьмы и штрафу в 170 млн. рублей, а Гришин и Муравлев — к 7,5 и 7 годам тюрьмы соответственно и штрафам 17 млн. рублей каждый.

### Телекомпания «Волга»
С 2016 года Олег Кондрашов владеет телекомпанией «Волга».
С 14 июля 2017 года по июль 2018 года — генеральный директор телекомпании «Волга». Также в управлении Кондрашова находился медиа-холдинг «Медиа-Столица» куда в разное время входили ведущие СМИ нижегородского региона: т\к «Волга», газета «Нижегородский рабочий», газета «Город и горожане», газета «Комсомольская правда» в Нижнем Новгороде, Информационные агентства «НТА-Приволжье», «Нижний Новгород», «Горький ТВ» и другие.

### Личная жизнь
6 октября 2012 года Олег Кондрашов женился на 23-летней девушке Александре, которая раньше работала в аппарате городской администрации. Кондрашов воспитывает 4 детей.
После ухода с поста главы городской администрации уехал жить в США, где занялся процедурой оформления вида на жительство.